# Émile Durkheim
Émile Durkheim (Épinal, 15 april 1858 – Parijs, 15 november 1917) was een Frans filosoof die als de eerste echte socioloog in Europa kan worden beschouwd. Hij heeft zich als wetenschapper vooral beziggehouden met het probleem van de sociale cohesie, een van de hoofdvragen in de sociologie.

## Levensloop
Durkheim werd geboren in Épinal, een stad in de Noord-Franse Vogezen. Als telg van een streng joodse familie, wilde hij oorspronkelijk net als zijn vader rabbijn worden. Die ambitie verdween toen hij in de loop van zijn puberteit ongelovig werd, maar het verschijnsel godsdienst bleef hem zijn leven lang fascineren. Hij schreef er een studie over (Les formes élémentaires de la vie réligieuse, 1912) die door velen als zijn meesterwerk beschouwd wordt.
Durkheim studeerde filosofie aan de École normale supérieure (Parijs) waarna hij filosofieleerkracht werd in verschillende Franse middelbare scholen. In 1887 werd hij benoemd aan de universiteit van Bordeaux, waar hij sociologie en pedagogiek doceerde, en hij zich vooral inzette voor de erkenning van de sociologie als academische discipline. In 1902 werd hij hoogleraar aan de Universiteit van Parijs. In 1913 werd Durkheim officieel de eerste professor in de sociologie van Europa. Hij was een machtig man, en slaagde er onder meer in een soort durkheimiaanse sociologie toe te voegen aan het curriculum van de opleiding tot leraar in zijn land.
Durkheim had een zoon André, die hij het liefst in zijn voetsporen had zien treden. De jongen sneuvelde echter tijdens de Eerste Wereldoorlog. Naar verluidt kwam Durkheim dit verlies nooit echt te boven. Hij stierf in 1917 ten gevolge van een hartinfarct.

## Methodologie
Als eerste officieel erkende socioloog heeft Durkheim een eigen methodologie en programmaverklaring voor de sociologie als wetenschap ontworpen. In Les règles de la méthode sociologique (1895) stelt hij dat de sociologie zich moet bezighouden met het sociale als een eigensoortige werkelijkheid (sui generis). Een sociaal feit kan en mag niet worden gereduceerd tot een verschijnsel van een ander niveau, bijvoorbeeld tot een biologisch of psychologisch fenomeen. Zoals een celbioloog het verschijnsel leven niet zoekt in de afzonderlijke atomen waaruit de cel bestaat, zo moet een socioloog de verklaring voor een sociaal feit niet zoeken bij individuele personen. Sociale feiten dienen volgens Durkheim bijgevolg altijd verklaard te worden vanuit andere sociale feiten, en niet vanuit individuele gedragingen. Hier stond hij recht tegenover Gabriel Tarde, die individualistische benadering voorstond. Het dient echter ook gezegd te worden dat Durkheim zich zelf niet altijd hield aan zijn intentie. De overtuigingskracht van zijn werk zit vaak juist in het feit dat de lezer het verband kan zien tussen het sociale en het individuele.

## Belangrijkste publicaties

### Sociale cohesie
Net als andere klassieke sociologen (onder meer Karl Marx, Max Weber en Georg Simmel), hield Émile Durkheim zich in de eerste plaats bezig met het fenomeen modernisering. Voor het bestuderen van dit verschijnsel koos hij het vraagstuk van de sociale cohesie als uitgangspunt. In zijn eerste sociologische publicatie, De la division du travail social (1893), staat dan ook solidariteit centraal.
Durkheim maakte in dit werk onderscheid tussen twee vormen van solidariteit. Enerzijds vermeldt hij de mechanische solidariteit, zo genoemd omdat ze een min of meer automatisch product is van een grote gelijkheid tussen mensen. In de premoderne samenlevingen, aldus Durkheim, was er weinig sprake van sociale arbeidsdeling. Het conscience collective, ook wel collectief bewustzijn, was er sterk ontwikkeld en diende er als basis voor de samenhang van elk samenlevingsverband. In de moderne samenlevingen moet de mechanische solidariteit plaatsmaken voor een ander type solidariteit, door Durkheim organische solidariteit genoemd. Deze is gebaseerd op de afhankelijkheid die er tussen mensen ontstaat wanneer de sociale arbeidsdeling zo ver doorgedreven wordt, dat mensen onderling van elkaar afhankelijk worden voor het vervullen van verschillende taken. Het proces waarbij dat gebeurt noemt men in de sociologie taakdifferentiatie. Dat arbeidsdeling voor meer solidariteit zorgt, is echter volgens Durkheim geen automatisme. Immers, wanneer deze te ver doorgedreven wordt, ontstaan er contraproductieve vormen van sociale differentiatie. Dit noemt hij anomische arbeidsdeling. Verder onderscheidt hij ook nog de afgedwongen arbeidsdeling, een term die slaat op het bemachtigen van een bepaalde arbeidsplaats op basis van sociale positie, door iemand die daar gezien zijn capaciteiten geen aanspraak op kan maken.
Het besef dat anomische en afgedwongen arbeidsdeling wel degelijk een reëel gevaar betekenden voor de moderne samenleving, heeft ertoe geleid dat Durkheim in zijn latere werk niet meer terugkwam op de tweedeling mechanische versus organische solidariteit en in plaats daarvan ging zoeken naar hedendaagse equivalenten voor het collectief bewustzijn.

### Zelfmoord
Ten tijde van de overgang van de premoderne naar de moderne samenleving, die onder meer gemarkeerd werd door de Franse Revolutie, heerste er in bijna heel West-Europa een angst voor het uiteenvallen van de samenleving. Een goede indicator daarvoor werd gezien in het hoge aantal zelfmoorden. Ook Durkheim vond dit een onderzoekswaardig verschijnsel.
In Le suicide, étude de sociologie (1897) laat hij zien dat iets dat zo buitengewoon persoonlijk lijkt te zijn, het besluit een einde te maken aan het eigen leven, heel goed kan worden gezien als een sociaal feit. Durkheim beschouwt het verschijnsel zelfmoord sociologisch als een eigenschap van een bepaalde collectiviteit en wil cijfermateriaal dat hij hoofdzakelijk bij andere onderzoekers heeft gevonden, exclusief sociologisch verklaren (zie ook methodologie).
Het zelfmoordcijfer wordt door Durkheim in belangrijke mate bepaald door twee factoren:
- de mate van regulering; en
- de mate van sociale cohesie.

Zelfmoorden die te wijten zijn aan te sterk verankerde normen en waarden in het individu (te sterke regulering), noemt hij fatalistische zelfmoorden. Vaker voorkomend in de moderne samenleving acht hij echter de anomische zelfmoorden. Deze anomie komt er doordat individuen in die samenleving waarden en normen te weinig verankeren in hun persoonlijkheid. Durkheim definieert anomie als een totale staat van normloosheid, wat grondig verschilt van de definitie van Robert K. Merton.
Voorts onderscheidt Durkheim:
- altruïstische zelfmoorden, te wijten aan een te sterke sociale cohesie (extreme trouw aan de gemeenschap) versus
- egoïstische zelfmoorden, te wijten aan de afbrokkeling van de sociale cohesie.

Opnieuw meent hij dat laatstgenoemde type vaker voorkomt in de moderne samenlevingen.
Durkheim heeft met dit werk ook morele bedoelingen en schrijft het met in zijn achterhoofd de vraag wat er gedaan kan worden om het hoge zelfmoordcijfer te verminderen. Voor een deel beschouwt hij het als de schaduwzijde van een ontwikkeling die de mens nu eenmaal wenst (modernisering), maar aan de andere kant kan het cijfer volgens hem ook naar beneden gehaald worden door egoïsme en anomie terug te dringen. Dat laatste kan dan weer door het ontwikkelen van nieuwe sociale vormen (hij stelt een soort beroepsorganisaties voor, "corporaties" genaamd).

### Godsdienst
Les formes élémentaires de la vie religieuse(1912) is een algemene godsdienstsociologie, gebaseerd op het onderzoek naar religieuze instellingen van het eenvoudigste type. Durkheim meent namelijk dat voor het begrijpen van het verschijnsel godsdienst in de meest ontwikkelde samenlevingen, eerst een uitgebreide studie van de religieuze instellingen en gebruiken in primitieve samenlevingen nodig is. Tegen die sociaal-evolutionistische visie werd overigens onder meer door Max Weber bezwaar gemaakt. Samen met vele andere sociologen meent hij dat het voor de sociologie het meest interessant is het verschijnsel godsdienst te bestuderen in een zeer complexe samenleving, omdat het daar onder invloed van functionele differentiatie juist in zijn meest uitgekristalliseerde vorm terug te vinden zal zijn.
Bij het verklaren van het verschijnsel religie is Durkheims uitgangspunt dat het ontzag dat gelovigen ervaren in het contact met het sacrale geen zinsbegoocheling is. In het aanbedene vereert de gelovige echter eigenlijk een anonieme, onpersoonlijke kracht, die volgens Durkheim niets anders is dan de samenleving zelf.
Een belangrijke functie van de godsdienst bestaat volgens Durkheim in het bevorderen van de sociale cohesie. Religie kan niet verdwijnen, het kan alleen veranderen. Religie beschouwt hij als de sacralisering van de meest waardevolle waarden. Daarom typeerde hij ook schijnbaar seculiere sociale vormen als religieus, met de Franse nationale feestdag als voorbeeld.
De godsdienst heeft volgens Durkheim ook cognitieve functies, maar het heeft op dat vlak steeds minder te bieden en zal haar plaats hier, aldus nog Durkheim, moeten afstaan aan de sociologie. Het wetenschappelijke denken is volgens hem immers slechts een meer volmaakte vorm van het godsdienstige denken.